# Jaime Alguersuari
Jaime Víctor Alguersuari Escudero (23. ožujka 1990., Barcelona, Španjolska) je bivši španjolski vozač Formule 1 koji je postao najmlađi vozač utrka ikada na Velikoj nagradi Mađarske 2009. s 19 godina, 4 mjeseca i 3 dana.